# كورت بيرنس
كورت بيرنس (بالألمانية: Kurt Behrens)‏ هو غطاس ألماني، ولد في 26 نوفمبر 1884 في ماغديبورغ في ألمانيا، وتوفي في 5 فبراير 1928 في برلين في ألمانيا.

## وصلات خارجية
- كورت بيرنس على موقع أوليمبيديا (الإنجليزية)